# Dumitru Gheorghe (Diplomat)
Dumitru Gheorghe (* 7. August 1930 in Conțești, Kreis Dâmbovița) ist ein ehemaliger rumänischer Politiker der Rumänischen Kommunistischen Partei PCR (Partidul Comunist Român) und Diplomat. Zwischen 1984 und 1988 war er Staatssekretär im Außenministerium sowie anschließend von 1988 bis 1989 Botschafter in der Sozialistischen Republik Vietnam und zugleich 1989 kurzzeitig Botschafter in der Demokratischen Volksrepublik Laos.

## Leben
Dumitru Gheorghe wurde 1953 Mitglied der Rumänischen Arbeiterpartei PMR (Partidul Muncitoresc Român) und war Absolvent der Parteihochschule „Ștefan Gheorghiu“. Er absolvierte zudem ein Studium an der Fakultät für allgemeine Wirtschaft an der Wirtschaftsakademie Bukarest ASE (Academia de Studii Economice din București) und war als Wirtschaftswissenschaftler tätig. Er wurde auf dem Zwölften Parteitag der PCR (19. bis 23. November 1979) Kandidat des Zentralkomitees (ZK) und behielt diese Funktion bis zum Dreizehnten Parteitag der PCR (19. bis 22. November 1984). Bis zum 6. Juni 1984 war er Staatssekretär beim Nationalen Rat für Leibeserziehung und Sport (Consiliul National de Educatie Fizica si Sport) und fungierte anschließend bis zum 26. Februar 1988 als Staatssekretär im Außenministerium (Ministerul Afacerilor Externe).
Am 31. März 1988 wurde Gheorghe außerordentlicher und bevollmächtigter Botschafter in der Sozialistischen Republik Vietnam und bekleidete den diplomatischen Posten in Hanoi bis zur Revolution im Dezember 1989. Zugleich war er kurzzeitig vom 30. November bis Dezember 1989 in Personalunion Botschafter in der Demokratischen Volksrepublik Laos.